# 1009
Anul 1009 (MIX) a fost un an obișnuit al calendarului iulian.

## Evenimente

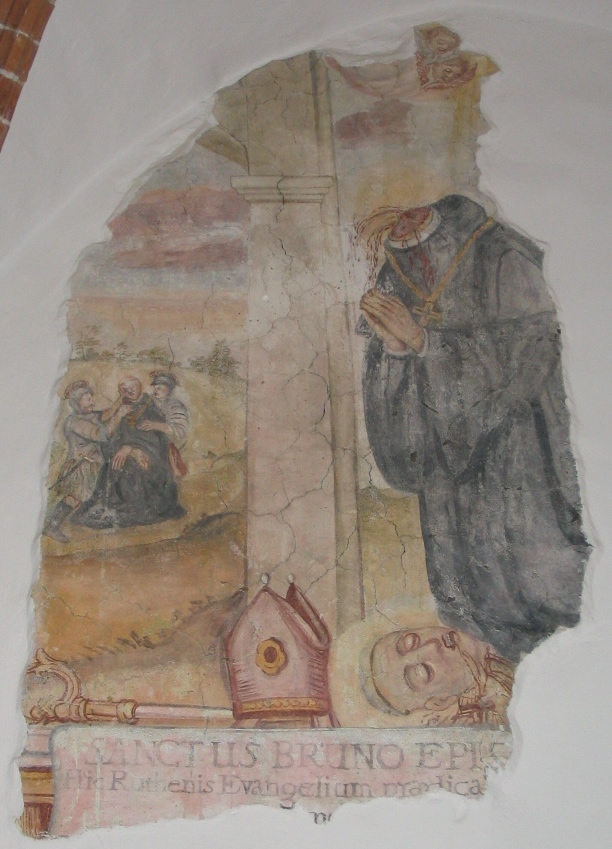
Decapitarea episcopului german Bruno de Querfurt în regiunea baltică

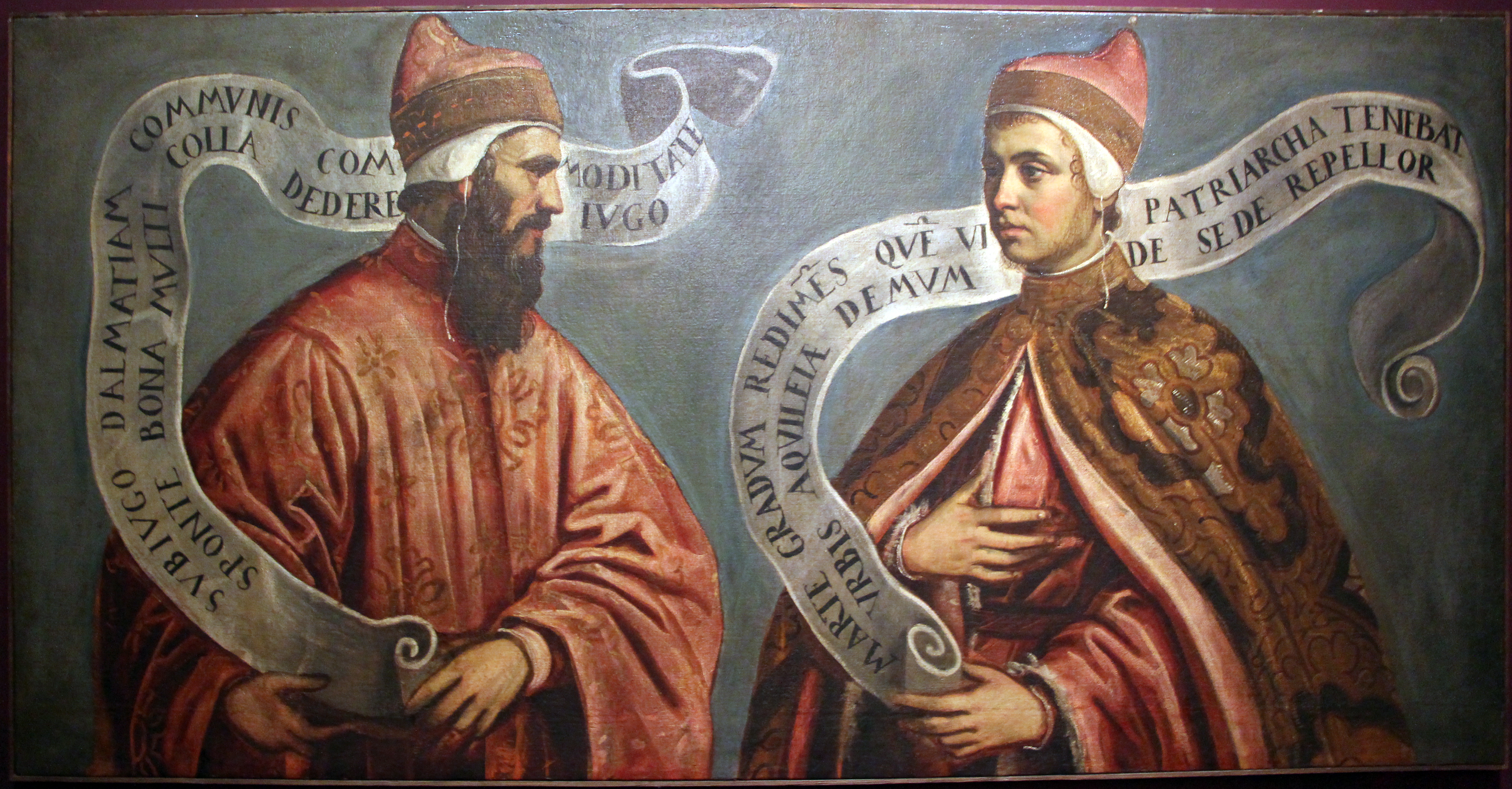
Otto Orseolo (dreapta) devine Dogele Veneției după moartea tatălui său, Doge Pietro II Orseolo (stânga)

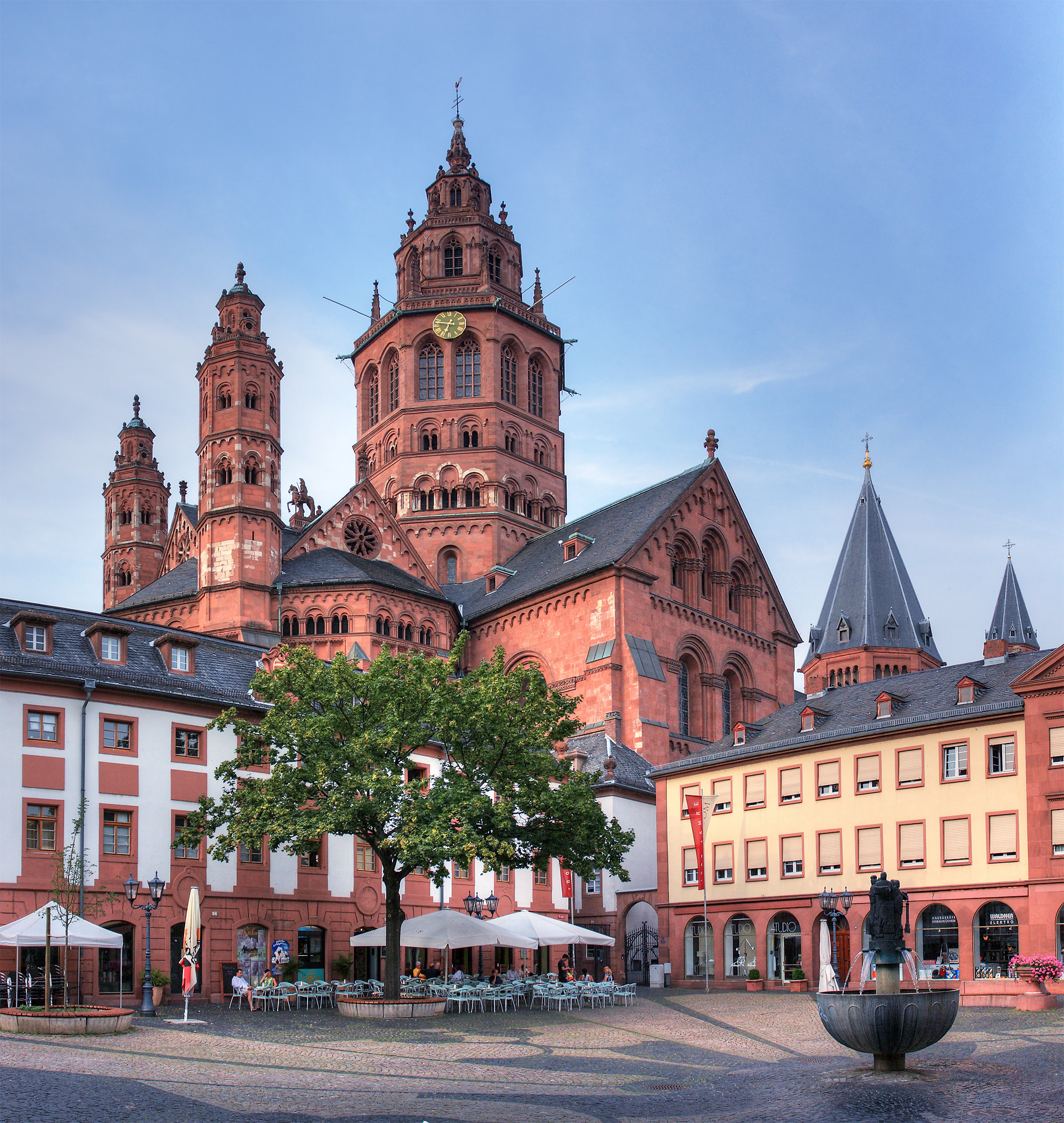
Catedrala Mainz din Germania

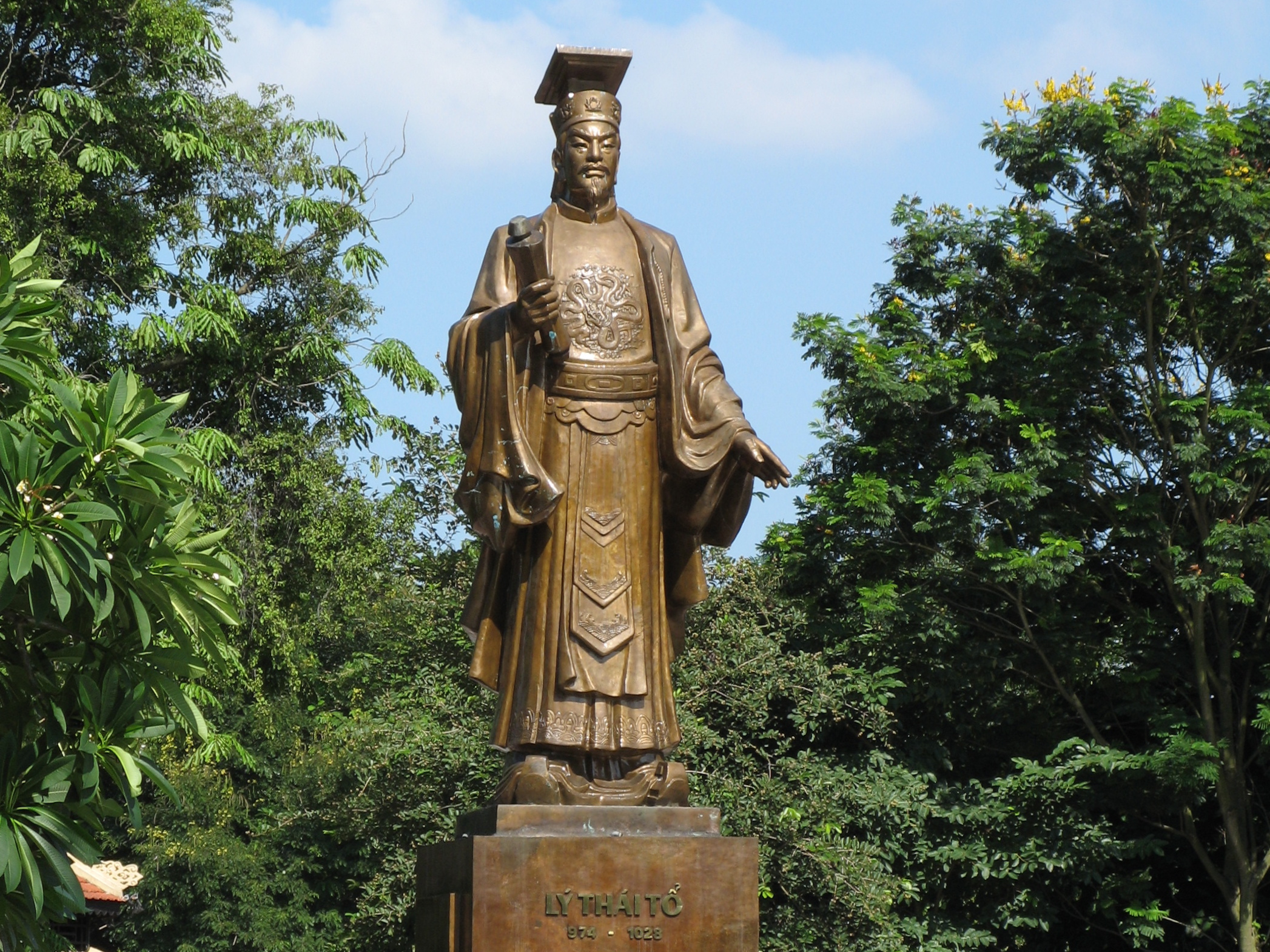
Tượng Lý Thái Tổ - impăratul Vietnamului

### Europa
- 14 februarie (sau 9 martie): Se face prima mențiune cunoscută a numelui Lituaniei, în legătură cu asasinarea lui Bruno de Querfurt. El este decapitat și cei 18 însoțitori ai săi sunt spânzurați în aceeași zi în timpul unei misiuni de predicare printre prusieni din regiunea baltică.
- 9 mai: Revolta lombardă: forțele lombarde conduse de Melus, un nobil italian, se revoltă la Bari împotriva Catepanatului Italiei (o provincie a Imperiului Bizantin). El și cumnatul său Dattus (sau Datto) mobilizează o armată mare și invadează sudul Italiei.
- 29 august: Catedrala din Mainz suferă daune considerabile din cauza unui incendiu, care distruge clădirea în ziua inaugurării sale.
- 1 noiembrie: Forțele berbere conduse de Sulayman ibn al-Hakam înving califul omayyad Muhammad II în bătălia de la Alcolea. Intră în orașul Córdoba, care este demis de berberi și castilieni. Sulayman este ales calif al califatului din Córdoba.

### Nedatate
- august: O mare armată vikingă condusă de Thorkell the Tall debarcă pe Kent și începe să terorizeze majoritatea sudului Angliei.
- Doge Pietro II Orseolo moare după o domnie de 18 ani în care a început expansiunea Venetiei prin cucerirea insulelor Lastovo și Korčula de-a lungul coastei dalmate. Pietro este urmat de fiul său de 16 ani, Otto Orseolo, ca unic conducător al Veneției.
- Legea privind planificarea și construirea a fost adoptată în Serbia în timpul domniei prințului Jovan Vladimir.
- Papa Ioan al XVIII-lea moare după un pontificat de 5 ani. El este succedat de Sergiu al IV-lea ca al 142-lea papa al Bisericii Catolice.
- Raiderii vikingi danezi conduși de Svend I (Forkbeard) atacă în mod repetat sudul Angliei, distrugând pământul pentru a răzbuna masacrul de Sf. Brice (vezi 1002).

### Asia
- 18 octombrie: Biserica Sfântului Mormânt din Ierusalim este distrusă de califul fatimid Al-Hakim bi-Amr Allah.

### Nedatate
- Dinastia Lý din Vietnam este proclamată de împăratul Lý Thái Tổ (fost comandant al gărzii palatului) după moartea lui Lê Long Đĩnh, ultimul monarh al dinastiei Lê.
- Generalul Gang Jo conduce o lovitură de stat împotriva regelui Mokjong. El este destituit și trimis în exil în Chungju. După uciderea lui Mokjong, Gang Jo îl plasează pe Hyeonjong pe tron ca conducător al lui Goryeo.

## Nașteri
- 22 mai: Su Xun, scriitor chinez (d. 1066)
- 14 decembrie: Go-Suzaku, împăratul Japoniei (d. 1045)
- Adèle a Franței, contesă de Flandra (d. 1079)
- Ali Hariri, poet și filosof marwanid (d. 1079)
- George Hagioritul, caligraf georgian (d. 1065)
- Qatran Tabrizi, poet și scriitor persan (d. 1072)
- Toirdelbach Ua Briain, regele Munsterului (d. 1086)
- Yusuf ibn Tashfin, sultan al Marocului (d. 1106)

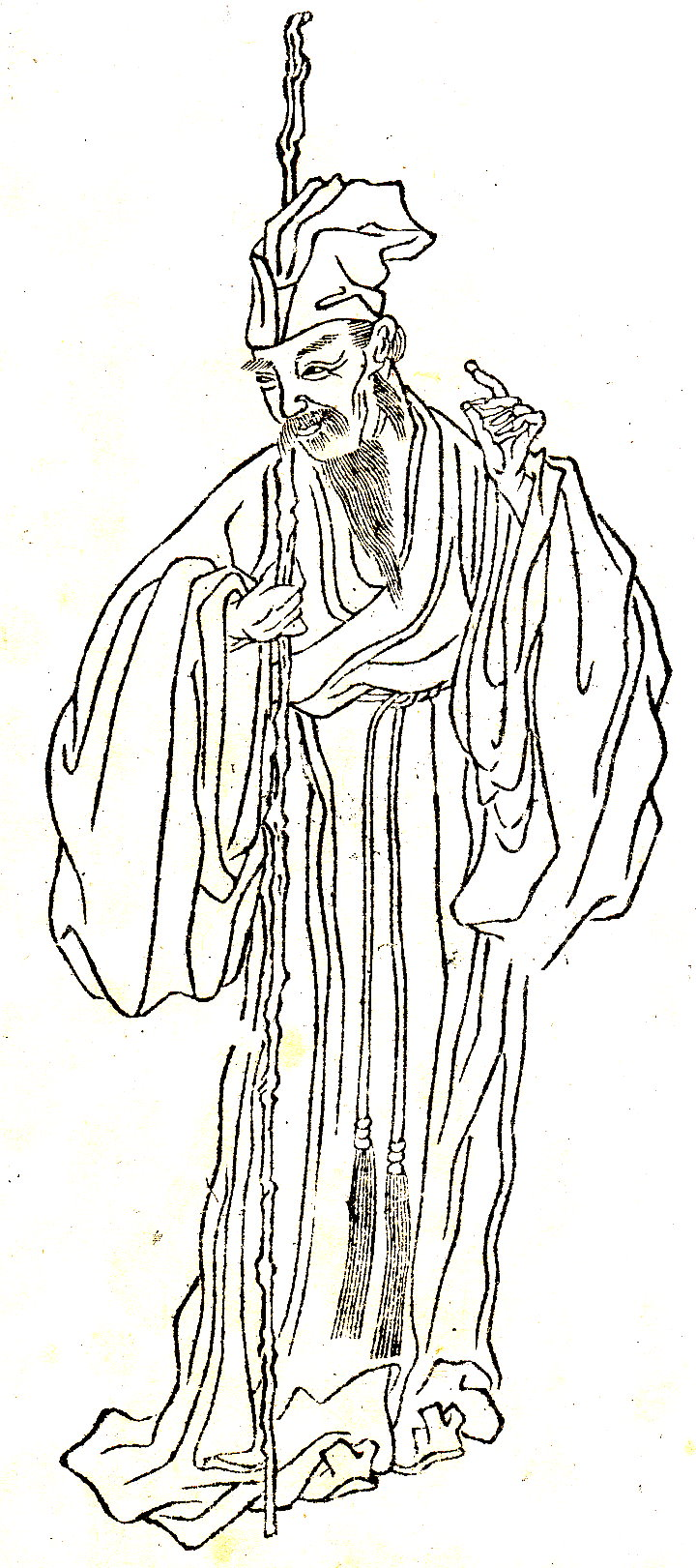
Sun Xu - scriitor chinez
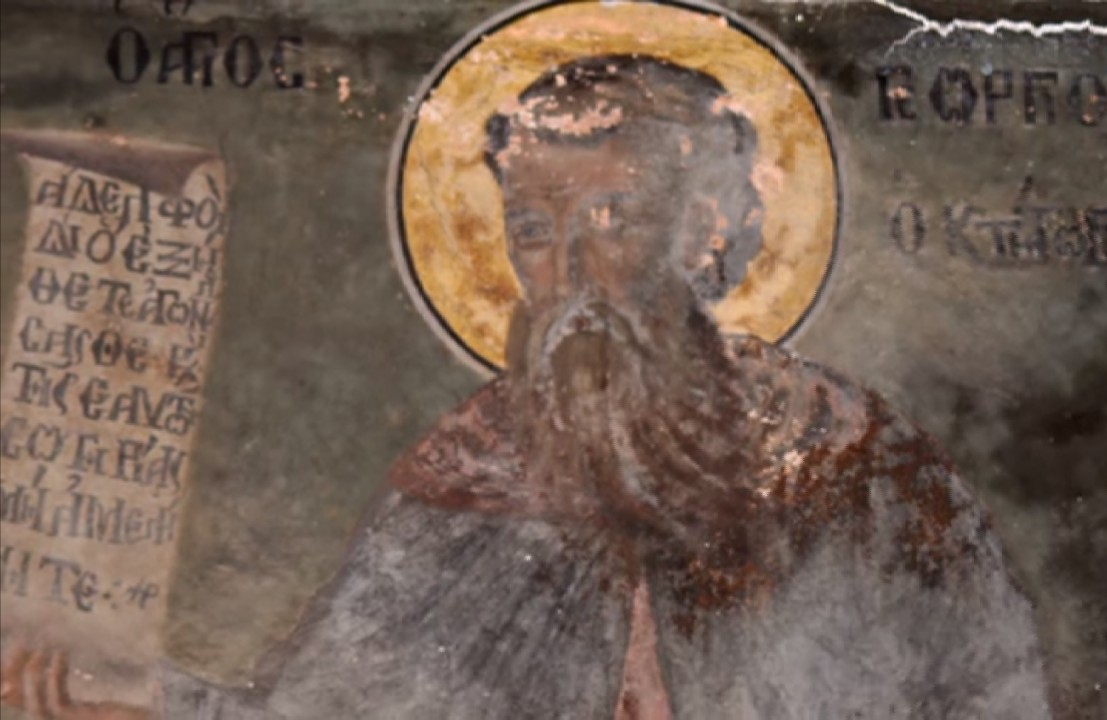
George Hagioritul, caligraf georgian

## Decese
- 14 februarie: Bruno de Querfurt, episcop misionar german (n. ?)
- 2 martie: Mokjong, rege al Goryeo (Coreea), (n. 980)
- 3 martie: Abd al-Rahman Sanchuelo, ministru-șef al Umayyad (n. 983)
- 18 iulie: Ioan al XVIII-lea, papă al Bisericii Catolice (n. ?)
- 13 noiembrie: Dedo I, nobil german (n. 950)
- 25 decembrie: Bernard William, nobil francez (n. ?)
- Abu al-Hasan Ali, conducătorul Ma'munid din Khwarezm (Iran), (n. ?)
- Abu Muhammad Lu'lu 'al-Kabir, emir din Alep (Siria), (n. ?)
- Fujiwara no Nagatō, birocrat și poet japonez (n. 949)
- Ibn Yunus, astronom și matematician fatimid (n. ?)
- Khalaf ibn Ahmad, emir al dinastiei saffaride (n. 937)
- Lê Long Đĩnh, împăratul dinastiei Lê (n. 986)
- Pietro II Orseolo, doge al Veneției (n. 961)
- Xiao Yanyan, împărăteasă Khitan chineză (n. 953)